# Jeremy Sumpter
Jeremy Robert Myron Sumpter (Monterey, Califòrnia, 5 de febrer de 1989) més conegut com a Jeremy Sumpter, és un actor americà conegut per protagonitzar el film Peter Pan (2003).

## Biografia
Va créixer en un petit poble de Kentucky, a on la seva família s'hi havia mudat quan ell era un nadó. Quan Jeremy tenia 11 anys es va inscriure en una competència de talents, guanyant nombrosos premis. Es va associar a un mànager personal i es va mudar a Los Angeles l'any 2000. Passats uns mesos a Los Angeles i algunes actuacions, va obtenir el paper del nen Adam Meiks a Frailty (Calfred), dirigida per Bill Paxton.
Més tard Jeremy fou triat per Danny Glover pel paper de Henry Sturbuck a Just a Dream. Va rebre el premi a la millor interpretació per televisió, minisèrie o jove actor principal de la Young Artists Awards. Local Boys va ser la seva següent pel·lícula, en la qual posaria a prova el seu talent damunt les ones del sur de Califòrnia com a surfista. Després d'una recerca a nivell mundial, Jeremy fou escollit per interpretar Peter en la versió de P.J. Hogan de Peter Pan: La gran aventura. Aquest ha sigut un dels papers per un actor adolescent més cobejat de tots els temps. Per aquesta pel·lícula, Jeremy va tenir un intens entrenament tant en lluita com en exercicis gimnàstics per poder volar. El mateix any va conèixer la seva xicota Agustina CH. Clubhouse és la primera sèrie de televisió en la que Jeremy participa (12 anys) Ciber seduction fou la segona sèrie on interpretava un adolescent que es posava en molts problemes al fer-se addicte a la pornografia (14 anys) The Sasquatch Dumpling Gang fou la següent pel·lícula en que interpretava un adolescent estudiós.
A Un crim americà va fer el paper d'un dels victimaris d'una pobra noia torturada.
Jeremy sempre busca diferents tipus de papers i somia treballar darrere les càmeres com a director de cinema.
En el seu temps lliure practica surf, bàsquet i golf.

## Filmografia
| Any  | Pel·lícula                  | Personatge       | Notes                                 |
| ---- | --------------------------- | ---------------- | ------------------------------------- |
| 2001 | Frailty (Calfred)           | Adam Meiks (nen) | Paper de repartiment                  |
| 2002 | Local Boys                  | Skeet Dobson     | Paper estel·lar                       |
| 2002 | Just a Dream                | Henry Sturbuck   | Paper de repartiment                  |
| 2003 | Peter Pan: La gran aventura | Peter Pan        | Paper estel·lar                       |
| 2006 | The Sasquatch Dumpling Gang | Gavin Gore       | Paper principal                       |
| 2007 | An American Crime           | Coy Hubbard      | Paper de repartiment                  |
| 2008 | Prep School                 | Simon            | Estat: Pre-producció Paper: Principal |
| 2010 | Calvin Marshall             | Caselli          | Estat: Finalitzada                    |
| 2010 | Death and cremation         | Jarod Leary      | Estat: Post-producció                 |
| 2010 | You're so cupid!            | Connor           | Estat: En rodatge                     |

## Televisió
| Any  | Sèrie/Telefilm                             | Rol             | Notes                              |
| ---- | ------------------------------------------ | --------------- | ---------------------------------- |
| 2000 | CBS Care's'                                | Ell mateix      | Episodis desconeguts               |
| 2001 | Murphy's Dozen                             | Sean            | Paper de repartiment               |
| 2001 | Rasing Dad                                 | Henry           | 1 episodi                          |
| 2001 | ER                                         | Nathan          | Episodi I'll be home for christmas |
| 2002 | Strong Medicine                            | Randy           | Episodi Discharged                 |
| 2003 | BBC Special: Peter Pan                     | Peter Pan       |                                    |
| 2003 | ITV Special: Peter Pan                     | Peter Pan       |                                    |
| 2003 | The Sharon Osbourne Show                   | Ell mateix      | 1 episodi                          |
| 2003 | The View                                   | Ell mateix      | 1 episodi                          |
| 2004 | Eigo de Shabera-night                      | Ell mateix      | 1 episodi                          |
| 2004 | Good Day Live                              | Ell mateix      | 1 episodi                          |
| 2004 | E! News Daily                              | Ell mateix      | 1 episodi                          |
| 2004 | Clubhouse                                  | Pete Young      | 12 episodis                        |
| 2005 | Seducció Cibernètica: La seva vida secreta | Justin Petersen | Paper principal                    |
| 2007 | CSI:Miami                                  | Zack Griffith   | Episodi Broken home                |
| 2007 | Friday Night Lights                        | J.D. McCoy      | 13 episodis                        |

## Premis
- Premi Saturn (guanyador) 2004 la millor interpretació per un actor jove per Peter Pan
- Premi d'Artista Jove (guanyador) 2004 la millor interpretació per un actor jove per Peter Pan
- Premi de Saturn (nominat) Millor paper per l'actor més jove per Fraility
- Premi d'Artista Jove (guanyador) 2002 Millor interpretació per una Tvmovie, minisèrie o especial-Actor Jove per Just a Dream